# Вечный огонь (мемориальный комплекс, Салават)
Мемориальный комплекс «Вечный огонь» — комплекс в честь павших в героических боях защитников Родины, жителей города Салавата. Находится на бульваре Салавата Юлаева, рядом с Дворцом творчества детей и юношества. Комплекс открыт в 1981 году.

## История
В память о погибших моряках Черноморского флота, по инициативе участника войны — мичмана Галиева Михала Романовича по железной дороге из Керчи был доставлен сторожевой катер «Морякам — защитникам Родины», торжественно установленный 29 июля 1980 года на бульваре Салавата Юлаева. С 1981 года в мемориальный комплекс входил памятник с катером и вечным огнём. На церемонии открытия комплекса выступали специально приглашенные ветераны-участники боёв на Малой земле.
К 65-летию Победы мемориальный комплекс был реконструирован и дополнен военной техникой и мемориальными плитами и гранитной стеной. Предприятием ОАО «Газпром нефтехим Салават» приобретен в дар городу Салавату танк Т-34. Генеральный подрядчик проекта реконструкции мемориального комплекса — Муниципальное предприятие «Флора».
В состав комплекса входят:
- Вечный огонь с памятником (катер на постаменте). Надпись на памятнике «В память о моряках защитниках Родины в Великой Отечественной войне 1941—1945 гг.» Надпись на катере «В память бессмертного подвига ветеранов Великой Отечественной войны».
- Зенитно-артиллерийская установка — 100-миллиметровая пушка.
- Ракетная установка Катюша.
- Танк Т-34/76 образца 1941—1942 года, принимавший участие в боях в Барятинском районе Калужской области в марте 1942 года.
- БТР.
- Мемориальные плиты Героям Советского Союза — Бекетову В. С., Сухорукову А. Я., Ахтямову Х. Б. и Герою России — Трубанову В. Е.
- Гранитная стена с фотографиями Героев.
- Гранитная плита с надписью: «Сквер посвящён защитникам Отечества. Заложен 9 мая 2000 года».

В наши дни у мемориала «Вечный огонь славы» устраиваются памятные мероприятия, чествуют ветеранов, возлагают венки в память погибшим жителям Салавата.
Ежегодно 14 февраля (день выхода Советских войск из Афганистана), 9 мая (день Победы), 22 июня (день памяти и скорби) и еженедельно по субботам молодоженами после регистрации в ЗАГСе возле памятника мемориала проводится возложение цветов.